# Кольцовая степь
Кольцовая степь — упразднённая деревня в Тулунском районе Иркутской области России. Находилась примерно в 60 км к юго-западу от районного центра — города Тулун.

## История
Деревня основана в 1903 году как переселенческий участок на 93 душевых долей. К 1906 году заселение еще не началось. В 1910 году в деревне уже были жители.
Деревня была упразднена в 1960-е годы. Жители переселены в основном в село Икей.